# Keten

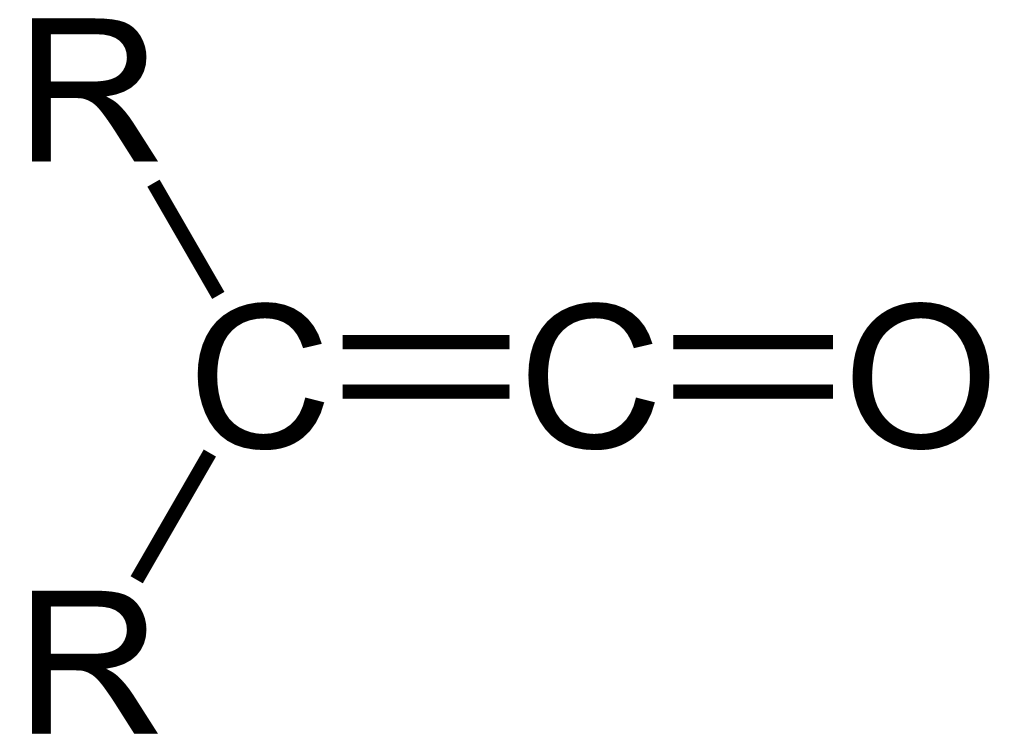
Generell strukturformel för ketener.

En keten är en organisk ämnesklass med den generella strukturformeln R'R''C=C=O. Ordet kan också syfta på föreningen etenon, den enklaste ketenen, där R' och R'' är väteatomer. Den funktionella gruppen C=C=O kallas ketengrupp.
Ketener som klass studerades först av Hermann Staudinger.

## Tillverkning
Ketener kan framställas av acylklorider genom en eliminationsreaktion i vilken väteklorid avlägsnas:
I denna reaktion flyttar en bas, vanligtvis trietylamin, den sura alfaprotonen till karbonylkolatomen, vilket medför bildningen av kol-kol-dubbelbindningen och avlägsnandet av en kloridjon.
Ketener kan även bildas från alfa-diazoketoner genom Wolff-omplacering.
Fenyletansyra i kontakt med en bas kommer avlägsna vatten för att bilda fenylketen på grund av alfaprotonens höga surhet.
Ketener kan framställas genom pyrolys (torrdestillation) av aceton:
CH3−CO−CH3 + ΔT → CH2=C=O + CH4
Den här reationen kallas Schmidlin-ketensyntes.

## Reaktioner
Ketener är vanligtvis väldigt reaktiva, och deltar i diverse cykloadditioner. De genomgår även [2+2]-cykloadditionsreaktioner med elektronrika alkyner för att bilda cyklobutenoner, eller karbonylgrupper för att bilda betalaktoner. Med iminer bildas beta-laktamer. Detta kallas Staudinger-syntesen och är ett lätt sätt att bilda beta-laktamer på.
Reaktioner mellan dioler (HO-R-OH) och bis-ketener (O=C=CH-R'-CH=C=O) ger polyestrar med den upprepande enheten (-O-R-O-CO-R'-CO-).
Etylacetoacetat är ett väldigt viktigt utgångsmaterial inom organisk syntes. Ämnet kan framställas genom att använda en diketen i reaktion med etanol. Ämnena bildar direkt etylacetoacetat, och utbytet är så bra att denna metod används industriellt.